# الشرسات الخمس

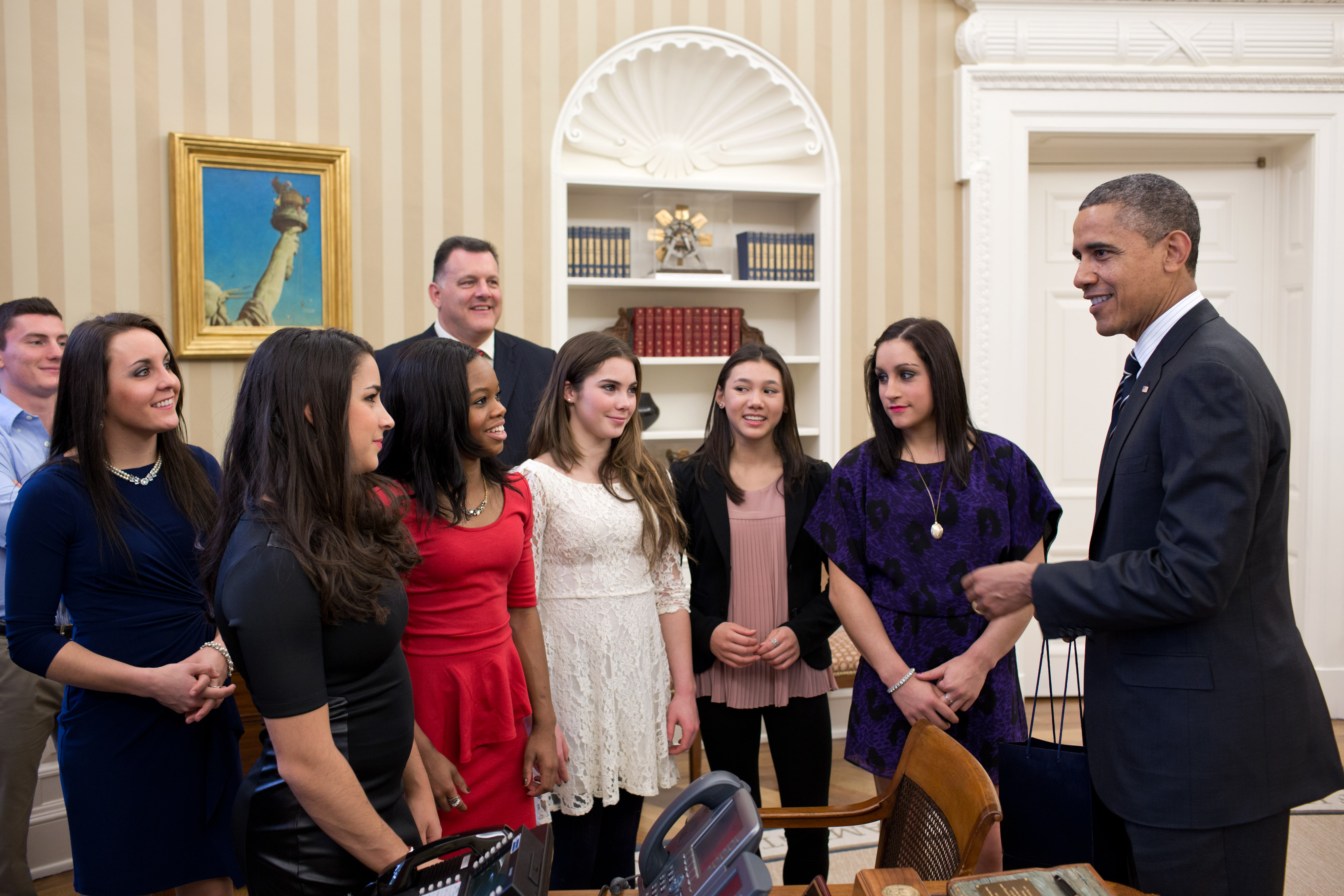
الرئيس باراك أوباما يلتقي بأعضاء فرق الجمباز المشاركة في أولمبياد لندن 2012، من بينهم «الشرسات الخمس».

الشرسات الخمس (بالإنجليزية: Fierce Five) هي فريق جمباز فني يتكون من غابريلا دوغلاس، مكايلا ماروني، آلي ريسمان، كايلا روس وجوردان ويبر. فازوا بالميدالية الذهبية الثانية للولايات المتحدة في بطولة السيدات في أولمبياد لندن 2012.

## الإحصائيات الأولمبية

### بطولة الفرق
| Qualifications   | Qualifications | Qualifications | Qualifications | Qualifications  | Qualifications |
| اللاعبة          | القفز          | المتوازي       | التوازن        | الحركات الأرضية | المجموع        |
| ---------------- | -------------- | -------------- | -------------- | --------------- | -------------- |
| غابريلا دوغلاس   | 15.900         | 15.333(6)      | 15.266(3)      | 13.766(33)      | 60.265(3)      |
| مكايلا ماروني    | 15.900(1)      |                |                |                 | 15.900         |
| آلي ريسمان       | 15.800         | 14.166(23)     | 15.100(5)      | 15.325(1)       | 60.391(2)      |
| كايلا روس        |                | 14.866(11)     | 15.075(6)      | 13.733(34)      | 43.674         |
| جوردان ويبر      | 15.833         | 14.833(12)     | 14.700(12)     | 14.666(6)       | 60.032(4)      |
| الولايات المتحدة | 47.633         | 45.032         | 45.441         | 43.757          | 181.863(1)     |

| نهائيات الفرق    | نهائيات الفرق | نهائيات الفرق | نهائيات الفرق | نهائيات الفرق   | نهائيات الفرق |
| اللاعبة          | القفز         | المتوازي      | التوازن       | الحركات الأرضية | المجموع       |
| ---------------- | ------------- | ------------- | ------------- | --------------- | ------------- |
| غابريلا دوغلاس   | 15.966        | 15.200        | 15.233        | 15.066          | 61.465        |
| مكايلا ماروني    | 16.233        |               |               |                 | 16.233        |
| آلي ريسمان       |               |               | 14.933        | 15.300          | 30.233        |
| كايلا روس        |               | 14.933        | 15.133        |                 | 30.066        |
| جوردان ويبر      | 15.933        | 14.666        |               | 15.000          | 45.599        |
| الولايات المتحدة | 48.132        | 44.799        | 45.299        | 45.366          | 183.596(1)    |

### نهائيات الفردي
| نهائيات الشامل | نهائيات الشامل | نهائيات الشامل | نهائيات الشامل | نهائيات الشامل  | نهائيات الشامل |
| اللاعبة        | القفز          | المتوازي       | التوازن        | الحركات الأرضية | المجموع        |
| -------------- | -------------- | -------------- | -------------- | --------------- | -------------- |
| غابريلا دوغلاس | 15.966         | 15.733         | 15.500         | 15.033          | 62.232(1)      |
| آلي ريسمان     | 15.900         | 14.333         | 14.200         | 15.133          | 59.566(4)      |

| نهائيات الحدث  | نهائيات الحدث | نهائيات الحدث | نهائيات الحدث | نهائيات الحدث   |
| اللاعبة        | القفز         | المتوازي      | التوازن       | الحركات الأرضية |
| -------------- | ------------- | ------------- | ------------- | --------------- |
| غابريلا دوغلاس |               | 14.900(8)     | 13.633(7)     |                 |
| مكايلا ماروني  | 15.083(2)     |               |               |                 |
| آلي ريسمان     |               |               | 15.066(3)     | 15.600(1)       |
| جوردان ويبر    |               |               |               | 14.500(7)       |

## ما بعد الأولمبياد
بعد أسبوع من الأولمبياد، ظهر الفريق في برنامج العرض المتأخر مع ديفيد ليترمان. في سبتمبر، ظهرن في حفل توزيع جوائز إم تي في للأغاني المصورة. وفي نوفمبر، التقوا بالرئيس الأمريكي باراك أوباما في البيت الأبيض.

## الأعضاء
- غابريلا دوغلاس
- مكايلا ماروني
- آلي ريسمان
- كايلا روس
- جوردان ويبر